# ドゥダ・ヤンコビッチ
ドゥダ・ヤンコビッチ（Duda Yankovich）ことドゥシカ・ヤンコビッチ（Dusica Jankovic、1976年9月27日 - ）は、ブラジルの女性総合格闘家、元プロボクサーである。セルビア・ヤゴディナ出身。

## 来歴
当時のユーゴスラビア史上最年少となる11歳で空手の松涛館黒帯を取得。1994年欧州選手権で銀メダル、世界ジュニア選手権で銅メダルを獲得する。
キックボクシングでも1996年から1999年までセルビアチャンピオン、1998年と1999年にはバルカンチャンピオンに君臨。
1999年、ユーゴスラビア紛争のためブラジルに移住。2001年から2003年までブラジルチャンピオンとなった。

### ボクシング
2002年、ブラジルのボクシング元世界チャンピオン、アセリノ・フレイタスの下でボクシングに転向。2005年にアルゼンチンで開かれた第1回パンアメリカン女子選手権で銅メダルを獲得。
直後の2005年7月23日にサンパウロでプロデビュー。Guillermina Fernandezを4回KOで降す。
4回戦を3戦連続KO勝利した後、4戦目でブラジル王座に挑戦し、Leticia Rojoを倒しボクシング初タイトル獲得。
2006年11月25日、ダリス・パルドとWIBA世界ライトウェルター級王座決定戦を争い、3者ともフルマークの判定で勝利し初の世界王座獲得。
2007年3月17日、ベリンダ・ララキュエント相手に初防衛戦を行い、判定で初防衛。続くパオラ・ロジャース、リリアナ・パルメラも降し防衛回数を3に伸ばす。
2008年4月19日、ノンタイトルとしてダリス・パルドとのリマッチを制する。
2009年6月5日、初となるアメリカで2階級制覇を懸け、ホリー・ホルムが持つWIBA世界ウェルター級王座に挑むが、4回にドクターストップが入りプロボクシング初の敗戦。
2010年5月29日、ザンビアでエスタ・フィリと空位のWIBAライトウェルター級王座を争うが、0-3判定負け。
2011年4月29日、フランスでアン＝ソフィー・マシスと空位のWBO女子ヨーロピアンウェルター級王座を争うが、3回TKO負けを喫し王座獲得に失敗。
2012年3月16日、エリス・パチェコとWBO女子世界ライト級王座を争うが、0-3判定負け。これを最後にボクシング引退。

### 総合格闘技
その後、アントニオ・ホドリゴ・ノゲイラ率いるチーム・ノゲイラに入門し総合格闘技に転向。9月8日のBitetti Combat 12でのジェシカ・アンドラージ戦でデビューするも、ギロチンチョークを決められ敗れる。
2013年3月9日、Bitetti Combat 14にてダニエラ・クリスティーナから総合初勝利を奪う。
2013年7月13日、Invicta FC 6にてミリアム・ナカモトと対戦もTKO負け。

## 戦績
- プロボクシング：15戦 11勝 （5KO） 4敗
- 総合格闘技：3戦 1勝 2敗

## 獲得タイトル
- ブラジル女子王座
- WIBA世界ライトウェルター級王座